# M-1 Global

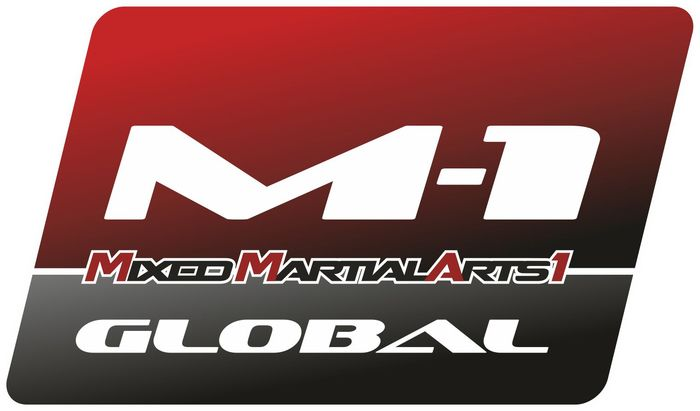

M-1 Global (M-1 MixFight) ist ein Veranstalter von MMA-Kämpfen mit Sitz in Amsterdam, Niederlande, der jährlich zwischen 40 und 50 Turniere veranstaltet. Die Eigentümer sind Vadim Finkelstein und Fjodor Wladimirowitsch Jemeljanenko.
Die bekannteste Veranstaltungsreihe von M-1 Global ist die M-1 Challenge, ein Mannschaftswettkampf, der an verschiedenen Orten stattfindet. Die Mannschaften bestehen aus fünf Kämpfern, einem pro Gewichtsklasse.
Die Veranstaltung wird in über 100 Ländern übertragen. Für 2010 haben sich über 30 Länder bereit erklärt, bei der M-1 Challenge anzutreten. Weiterhin hat M-1 Global eine Co-Promotion mit Strikeforce.